# Perú en la Copa América Centenario
La selección de fútbol del Perú fue uno de los dieciséis equipos participantes de la Copa América Centenario, torneo que se lleva a cabo entre el 3 y el 26 de junio de 2016 en los Estados Unidos. El seleccionado peruano disputó su trigésima primera Copa América y la decimosexta consecutiva, habiéndola ganado en dos ocasiones. En el sorteo realizado el 21 de febrero de 2016 en Nueva York, la selección peruana quedó emparejada en el Grupo B junto a Haití —contra quien debutó—, Brasil y Ecuador.
El estreno de la blanquirroja en la competición se produjo el 4 de junio de 2016 derrotando por 1:0 a Haití. Cuatro días más tarde empató por marcador de 2:2 ante su similar de Ecuador. Perú cerró su participación en la primera fase con una victoria por 1:0 ante Brasil. El seleccionado peruano sumó siete puntos lo que le permitió ocupar el primer lugar de su grupo y avanzar a la siguiente fase.
En los cuartos de final enfrentó a la selección de Colombia con la que empató 0:0 en el tiempo reglamentario, finalmente fueron derrotados por 4:2 en la tanda de penales. Con este resultado Perú ocupó el quinto lugar. Los goleadores del equipo fueron Raúl Ruidíaz, Edison Flores, Christian Cueva y Paolo Guerrero con un gol cada uno.

## Antecedentes
La selección de fútbol del Perú disputó su trigésima primera Copa América y la decimosexta en forma consecutiva. Obtuvo el título en dos ocasiones, en las ediciones de 1939 donde fue local y en la de 1975 que se jugó sin una sede fija. Además, se ubicó en la tercera posición en ocho ocasiones (1927, 1935, 1949, 1955, 1979, 1983, 2011 y 2015). Asimismo, finalizó en el cuarto lugar cinco veces (1929, 1941, 1957, 1959 y 1997). El seleccionado peruano se ubica en la sexta posición en la tabla histórica de la competición. En la anterior edición de la Copa América celebrada en Chile, Perú avanzó hasta las semifinales donde fueron eliminados por la selección local al ser derrotados por marcador de 2:1.

## Preparación

### Amistosos previos
| 23 de mayo de 2016, 20:30 | Perú                                                  | 4:0 (2:0) | Trinidad y Tobago | Nacional, Lima           |                          |
|                           | Cueva 37' · da Silva 39' · Flores 50' · Benavente 92' | Reporte   |                   | Árbitro(s): Luis Sánchez | Árbitro(s): Luis Sánchez |

| 28 de mayo de 2016, 19:00 | Perú                               | 3:1 (1:0) | El Salvador | Robert F. Kennedy, Washington D. C. |                             |
|                           | Ruidíaz 11' · Polo 60' · Yotún 93' | Reporte   | Bonilla 82' | Árbitro(s): Valdin Legister         | Árbitro(s): Valdin Legister |

## Jugadores
El 29 de abril de 2016 Ricardo Gareca oficializó una lista preliminar que incluyó a cuarenta futbolistas. El 13 de mayo se dio a conocer una segunda lista provisional, los futbolistas que quedaron afuera de la nómina de veintitrés fueron: Irven Ávila, Josepmir Ballón, Horacio Benincasa, Iván Bulos, Alexander Callens, José Carvallo, Alexis Cossio, Paolo de la Haza, Christofer Gonzales, Julio Landauri, Carlos Lobatón, Renzo Revoredo, Yordy Reyna, Ángel Romero, Joel Sánchez, Mario Velarde, Marcio Valverde. La lista definitiva fue anunciada el 20 de mayo, la única modificación que se produjo fue el regreso de Renzo Revoredo en lugar de Miguel Araujo que sufrió una lesión en el tobillo derecho durante un entrenamiento en la Villa Deportiva Nacional.
| #     | Nombre             | Posición       | Edad           | PJ Sel         | Goles          | Club                      |
| ----- | ------------------ | -------------- | -------------- | -------------- | -------------- | ------------------------- |
| 1     | Pedro Gallese      | Portero        | 26             | 20             | 0              | Juan Aurich               |
| 2     | Alberto Rodríguez  | Defensa        | 32             | 53             | 0              | Sporting Cristal          |
| 3     | Aldo Corzo         | Defensa        | 27             | 8              | 0              | Deportivo Municipal       |
| 4     | Renzo Revoredo     | Defensa        | 30             | 18             | 0              | Sporting Cristal          |
| 5     | Adán Balbín        | Centrocampista | 29             | 14             | 0              | Universitario de Deportes |
| 6     | Miguel Trauco      | Defensa        | 23             | 3              | 0              | Universitario de Deportes |
| 7     | Luiz da Silva      | Delantero      | 19             | 2              | 1              | Jong PSV                  |
| 8     | Andy Polo          | Centrocampista | 21             | 2              | 1              | Universitario de Deportes |
| 9     | Paolo Guerrero     | Delantero      | 32             | 67             | 26             | Flamengo                  |
| 10    | Christian Cueva    | Centrocampista | 24             | 22             | 2              | Deportivo Toluca          |
| 11    | Raúl Ruidíaz       | Delantero      | 25             | 13             | 2              | Universitario de Deportes |
| 12    | Diego Penny        | Portero        | 32             | 15             | 0              | Sporting Cristal          |
| 13    | Renato Tapia       | Defensa        | 20             | 10             | 0              | Feyenoord                 |
| 14    | Armando Alfageme   | Centrocampista | 25             | 2              | 0              | Deportivo Municipal       |
| 15    | Christian Ramos    | Defensa        | 26             | 43             | 1              | Juan Aurich               |
| 16    | Óscar Vílchez      | Centrocampista | 30             | 3              | 0              | Alianza Lima              |
| 17    | Luis Abram         | Defensa        | 20             | 2              | 0              | Sporting Cristal          |
| 18    | Cristian Benavente | Centrocampista | 22             | 11             | 2              | Royal Charleroi           |
| 19    | Yoshimar Yotún     | Centrocampista | 26             | 51             | 2              | Malmö F. F.               |
| 20    | Edison Flores      | Delantero      | 22             | 6              | 1              | Universitario de Deportes |
| 21    | Alejandro Hohberg  | Centrocampista | 24             | 1              | 0              | Univ. César Vallejo       |
| 22    | Jair Céspedes      | Defensa        | 32             | 9              | 0              | Sporting Cristal          |
| 23    | Carlos Cáceda      | Portero        | 24             | 1              | 0              | Universitario de Deportes |
| D. T. | Ricardo Gareca     | Ricardo Gareca | Ricardo Gareca | Ricardo Gareca | Ricardo Gareca | Ricardo Gareca            |

## Participación

### Grupo B
| Selección | Pts. | PJ | PG | PE | PP | GF | GC | Dif |
| --------- | ---- | -- | -- | -- | -- | -- | -- | --- |
| Perú      | 7    | 3  | 2  | 1  | 0  | 4  | 2  | 2   |
| Ecuador   | 5    | 3  | 1  | 2  | 0  | 6  | 2  | 4   |
| Brasil    | 4    | 3  | 1  | 1  | 1  | 7  | 2  | 5   |
| Haití     | 0    | 3  | 0  | 0  | 3  | 1  | 12 | -11 |

| 4 de junio de 2016, 16:30 (UTC-7) | Haití | 0:1 (0:0) | Perú         | CenturyLink Field, Seattle                             |                                                        |
|                                   |       | Reporte   | Guerrero 60' | Asistencia: 20 190 espectadores Árbitro(s): Jhon Pitti | Asistencia: 20 190 espectadores Árbitro(s): Jhon Pitti |

| Amonestado | 28' | Alberto Rodríguez |
| Amonestado | 68' | Paolo Guerrero    |
| Amonestado | 83' | Yoshimar Yotún    |

| 19 | MED | Yoshimar Yotún | 74' | Christian Cueva   | DEL | 10 |
| 8  | MED | Andy Polo      | 82' | Alejandro Hohberg | MED | 21 |
| 7  | MED | Luiz da Silva  | 90' | Edison Flores     | DEL | 20 |

| Tiros:             | 10 |
| Tiros al arco:     | 4  |
| Faltas:            | 18 |
| Saques de esquina: | 4  |
| Fueras de juego:   | 3  |

| 8 de junio de 2016, 19:00 (UTC-7) | Ecuador                    | 2:2 (1:2) | Perú                  | Estadio Universidad Phoenix, Glendale                     |                                                           |
|                                   | Valencia 38' · Bolaños 48' | Reporte   | Cueva 4' · Flores 12' | Asistencia: 11 937 espectadores Árbitro(s): Wilmar Roldán | Asistencia: 11 937 espectadores Árbitro(s): Wilmar Roldán |

| Amonestado | 51' | Óscar Vílchez |

| 8  | MED | Andy Polo      | 49' | Alejandro Hohberg | MED | 21 |
| 11 | DEL | Raúl Ruidíaz   | 72' | Óscar Vílchez     | MED | 16 |
| 19 | MED | Yoshimar Yotún | 78' | Edison Flores     | DEL | 20 |

| Tiros:             | 9  |
| Tiros al arco:     | 2  |
| Faltas:            | 15 |
| Saques de esquina: | 4  |
| Fueras de juego:   | 2  |

| 12 de junio de 2016, 20:30 (UTC-4) | Brasil | 0:1 (0:0) | Perú        | Gillette Stadium, Foxborough                             |                                                          |
|                                    |        | Reporte   | Ruidíaz 74' | Asistencia: 36 187 espectadores Árbitro(s): Andrés Cunha | Asistencia: 36 187 espectadores Árbitro(s): Andrés Cunha |

| Amonestado | 90' | Yoshimar Yotún |

| 19 | MED | Yoshimar Yotún | 45' | Adán Balbín     | MED | 5  |
| 11 | DEL | Raúl Ruidíaz   | 63' | Edison Flores   | DEL | 20 |
| 13 | DEF | Renato Tapia   | 90' | Christian Cueva | DEL | 10 |

| Tiros:             | 3  |
| Tiros al arco:     | 1  |
| Faltas:            | 10 |
| Saques de esquina: | 2  |
| Fueras de juego:   | 0  |

### Cuartos de final
| 17 de junio de 2016, 20:00 (UTC-4) | Perú                             | 0:0 (2:4 p.)               | Colombia                         | MetLife Stadium, East Rutherford                             |                                                              |
|                                    |                                  | Reporte                    |                                  | Asistencia: 79 194 espectadores Árbitro(s): Patricio Loustau | Asistencia: 79 194 espectadores Árbitro(s): Patricio Loustau |
|                                    |                                  | Tiros desde el punto penal |                                  |                                                              |                                                              |
|                                    | Ruidíaz · Tapia · Trauco · Cueva |                            | James · Cuadrado · Dayro · Pérez |                                                              |                                                              |

| Amonestado | 62' | Renato Tapia |

| 11 | DEL | Raúl Ruidíaz       | 76' | Edison Flores | DEL | 20 |
| 18 | MED | Cristian Benavente | 80' | Andy Polo     | MED | 8  |

| Tiros:             | 3  |
| Tiros al arco:     | 0  |
| Faltas:            | 18 |
| Saques de esquina: | 3  |
| Fueras de juego:   | 2  |

## Estadísticas

### Posición final
Leyenda:

Pts: puntos acumulados.

PJ: partidos jugados.

PG: partidos ganados.

PE: partidos empatados.

PP: partidos perdidos.

GF: goles a favor.

GC: goles en contra.

Dif: diferencia de goles.

Rend: rendimiento.
| Equipo | Equipo         | Pts | PJ | PG | PE | PP | GF | GC | Dif | Rend  |
| ------ | -------------- | --- | -- | -- | -- | -- | -- | -- | --- | ----- |
| 1      | Chile          | 13  | 6  | 4  | 1  | 1  | 16 | 5  | 11  | 72.2% |
| 2      | Argentina      | 16  | 6  | 5  | 1  | 0  | 18 | 2  | 16  | 88.9% |
| 3      | Colombia       | 10  | 6  | 3  | 1  | 2  | 7  | 6  | 1   | 55.6% |
| 4      | Estados Unidos | 9   | 6  | 3  | 0  | 3  | 7  | 8  | -1  | 50%   |
| 5      | Perú           | 8   | 4  | 2  | 2  | 0  | 4  | 2  | 2   | 66.7% |
| 6      | Venezuela      | 7   | 4  | 2  | 1  | 1  | 4  | 5  | -1  | 58.3% |
| 7      | México         | 7   | 4  | 2  | 1  | 1  | 6  | 9  | -3  | 58.3% |
| 8      | Ecuador        | 5   | 4  | 1  | 2  | 1  | 7  | 4  | 3   | 41.7% |
| 9      | Brasil         | 4   | 3  | 1  | 1  | 1  | 7  | 2  | 5   | 44.4% |
| 10     | Costa Rica     | 4   | 3  | 1  | 1  | 1  | 3  | 6  | -3  | 44.4% |
| 11     | Uruguay        | 3   | 3  | 1  | 0  | 2  | 4  | 4  | 0   | 33.3% |
| 12     | Panamá         | 3   | 3  | 1  | 0  | 2  | 4  | 10 | -6  | 33.3% |
| 13     | Paraguay       | 1   | 3  | 0  | 1  | 2  | 1  | 3  | -2  | 11.1% |
| 14     | Bolivia        | 0   | 3  | 0  | 0  | 3  | 2  | 7  | -5  | 0%    |
| 15     | Jamaica        | 0   | 3  | 0  | 0  | 3  | 0  | 6  | -6  | 0%    |
| 16     | Haití          | 0   | 3  | 0  | 0  | 3  | 1  | 12 | -11 | 0%    |

### Participación de jugadores
En esta Copa América, la selección peruana utilizó 18 jugadores de los 23 disponibles. Los guardametas Carlos Cáceda y Diego Penny; los defensas Luis Abram y Jair Céspedes; y el centrocampista Armando Alfageme fueron los únicos jugadores que no tuvieron minutos de juego. Por otro lado, Pedro Gallese, Alberto Rodríguez, Miguel Trauco, Renato Tapia, Christian Ramos, Andy Polo, Óscar Vílchez, Paolo Guerrero, Christian Cueva y Edison Flores fueron los únicos futbolistas que alternaron en los cuatro partidos, mientras que Gallese, Rodríguez, Trauco, Ramos y Guerrero fueron los que más minutos jugaron.
Leyenda:

• PJ: partidos jugados.

• Min: minutos jugados.

• : goles.

• : asistencias para gol.

• Dis: disparos.

• At: atajadas.

• Faltas: cometidas / recibidas.

• : tarjetas amarillas.

• : tarjetas rojas.

Fuente:

• Perú – Haití (1:0)

• Perú – Ecuador (2:2)

• Perú – Brasil (1:0)

• Perú – Colombia (0:0 /2:4)

| #  | Nombre             | Posición       | PJ | Min. |   |   | Dis. | Falt.  | Amonestado |   |
| -- | ------------------ | -------------- | -- | ---- | - | - | ---- | ------ | ---------- | - |
| 2  | Alberto Rodríguez  | Defensa        | 4  | 360  | 0 | 0 | 0    | 1 / 4  | 1          | 0 |
| 3  | Aldo Corzo         | Defensa        | 2  | 180  | 0 | 0 | 0    | 1 / 3  | 0          | 0 |
| 4  | Renzo Revoredo     | Defensa        | 2  | 180  | 0 | 0 | 2    | 1 / 1  | 0          | 0 |
| 5  | Adán Balbín        | Centrocampista | 1  | 45   | 0 | 0 | 0    | 0 / 0  | 0          | 0 |
| 6  | Miguel Trauco      | Defensa        | 4  | 360  | 0 | 0 | 0    | 7 / 2  | 0          | 0 |
| 7  | Luiz da Silva      | Centrocampista | 1  | 1    | 0 | 0 | 0    | 0 / 0  | 0          | 0 |
| 8  | Andy Polo          | Centrocampista | 4  | 219  | 0 | 1 | 1    | 0 / 0  | 0          | 0 |
| 9  | Paolo Guerrero     | Delantero      | 4  | 360  | 1 | 2 | 6    | 9 / 17 | 1          | 0 |
| 10 | Christian Cueva    | Delantero      | 4  | 344  | 1 | 0 | 5    | 6 / 3  | 0          | 0 |
| 11 | Raúl Ruidíaz       | Delantero      | 3  | 59   | 1 | 0 | 2    | 1 / 1  | 0          | 0 |
| 13 | Renato Tapia       | Defensa        | 4  | 271  | 0 | 0 | 2    | 10 / 2 | 1          | 0 |
| 14 | Armando Alfageme   | Centrocampista | 0  | 0    | 0 | 0 | 0    | 0 / 0  | 0          | 0 |
| 15 | Christian Ramos    | Defensa        | 4  | 360  | 0 | 0 | 1    | 1 / 3  | 0          | 0 |
| 16 | Óscar Vílchez      | Centrocampista | 4  | 342  | 0 | 0 | 0    | 9 / 8  | 1          | 0 |
| 17 | Luis Abram         | Defensa        | 0  | 0    | 0 | 0 | 0    | 0 / 0  | 0          | 0 |
| 18 | Cristian Benavente | Centrocampista | 1  | 10   | 0 | 0 | 0    | 0 / 0  | 0          | 0 |
| 19 | Yoshimar Yotún     | Centrocampista | 3  | 73   | 0 | 0 | 0    | 3 / 5  | 2          | 0 |
| 20 | Edison Flores      | Delantero      | 4  | 307  | 1 | 1 | 5    | 10 / 2 | 0          | 0 |
| 21 | Alejandro Hohberg  | Centrocampista | 2  | 131  | 0 | 0 | 1    | 2 / 4  | 0          | 0 |
| 22 | Jair Céspedes      | Defensa        | 0  | 0    | 0 | 0 | 0    | 0 / 0  | 0          | 0 |
| #  | Nombre             | Posición       | PJ | Min  |   |   | At.  | Falt.  | Amonestado |   |
| 1  | Pedro Gallese      | Guardameta     | 4  | 360  | 0 | 0 | 14   | 0 / 1  | 0          | 0 |
| 12 | Diego Penny        | Guardameta     | 0  | 0    | 0 | 0 | 0    | 0 / 0  | 0          | 0 |
| 23 | Carlos Cáceda      | Guardameta     | 0  | 0    | 0 | 0 | 0    | 0 / 0  | 0          | 0 |

### Goleadores
Leyenda:

: goles.

PJ: partidos jugados.

| Jugador         |   | PJ |
| --------------- | - | -- |
| Raúl Ruidíaz    | 1 | 3  |
| Edison Flores   | 1 | 4  |
| Christian Cueva | 1 | 4  |
| Paolo Guerrero  | 1 | 4  |